# 平澤貞昭
平澤 貞昭（ひらさわ さだあき、1932年（昭和7年）4月7日 - ）は、日本の大蔵官僚。元大蔵事務次官。血液型はO型。

## 来歴・人物
1951年（昭和26年）都立戸山高校を卒業し、1955年（昭和30年）東京大学法学部第2類（公法コース）卒業後、大蔵省に入省（配属先は大臣官房文書課）。大臣官房文書課長、近畿財務局長、主計局次長、経済企画庁長官官房長、大蔵省銀行局長を経て、1989年（平成元年）大蔵事務次官に就任。
1990年（平成2年）に退官後、1992年（平成4年）から1994年（平成6年）まで国民金融公庫総裁を務めた。1994年（平成6年）横浜銀行頭取に就任したが、同行頭取就任前まで日銀総裁候補に推されていた。当時の現役次官斎藤次郎が自身の師匠格吉野良彦、主流派閥の親分格山口光秀らと共に平澤ら3人の元次官組を推挙していた。しかし、一高同期の三重野康前総裁の後釜ということで自身の芽は無かった元次官長岡實は松下康雄を推挙。長岡は、後任東証理事長に山口とリークし松下の可能性を高め、吉野が当初より固辞していた姿勢を崩さず、また平澤が国民公庫総裁から横浜銀行頭取にスカウトされたため、斎藤も竹内道雄 - 長岡實元次官主流ラインの下、長岡が推す松下というシナリオを追認せざるを得なかった。
その後、2004年（平成16年）に横浜銀行会長兼頭取、2005年（平成17年）に同行会長。
2006年（平成18年）の秋の叙勲で瑞宝大綬章を受章した。

## 略歴
- 1955年（昭和30年）4月 大蔵省入省[1]
入省同期に、藤井裕久[5]、行天豊雄[8]、宮本一三、吉居時哉（第二地銀協会長、東日本銀行頭取、国土次官）、岸田俊輔（広島銀行会長、同行副頭取、証券局長、国税庁次長、大阪国税局長）、宍倉宗夫（防衛事務次官）、小野博義（造幣局長）、佐藤光夫などがいる[9]。
- 1957年（昭和32年）5月 近畿財務局理財部理財課
- 1958年（昭和33年）11月 東京国税局直税部所得税課
- 1960年（昭和35年）4月 大蔵省主計局総務課
- 1960年（昭和35年）7月 大蔵省主計局地方財政第二係長[10]
- 1962年（昭和37年）7月10日 四日市税務署長
- 1963年（昭和38年）7月 大蔵省銀行局総務課長補佐[11]
- 1964年（昭和39年）2月 大蔵省銀行局銀行課長補佐
- 1970年（昭和45年）7月 大蔵省理財局総務課長補佐（総括・文書・企画）[12]
- 1972年（昭和47年）7月 大蔵省理財局付
- 1973年（昭和48年）5月21日 外務省在ニュー・ヨーク日本国総領事館領事
- 1976年（昭和51年）6月25日 大蔵省理財局国債課長
- 1978年（昭和53年）6月26日 大蔵省銀行局銀行課長
- 1979年（昭和54年）7月10日 大蔵省大臣官房文書課長
- 1981年（昭和56年）6月26日 近畿財務局長
- 1982年（昭和57年）6月1日 大蔵省主計局次長（末席）（建設・公共事業、農水、地方財政・補助金、大蔵担当）[13]
- 1983年（昭和58年）6月7日 大蔵省主計局次長（首席）
- 1985年（昭和60年）6月25日 経済企画庁長官官房長
- 1986年（昭和61年）6月10日 大蔵省銀行局長
- 1989年（平成元年）6月23日 大蔵事務次官
- 1990年（平成2年）6月29日 依願免本官
- 1992年（平成4年）7月15日 国民金融公庫総裁
- 1993年（平成5年）6月1日 同再任
- 1994年（平成6年）5月20日 同依願退任
- 1994年（平成6年）6月 株式会社横浜銀行頭取[1]
- 1998年（平成10年）6月 株式会社産業貿易センター取締役[14]
- 2004年（平成16年）6月 株式会社横浜銀行取締役会長兼頭取[1]
- 2005年（平成17年）6月 株式会社横浜銀行取締役会長[1]
- 2006年（平成18年）6月 株式会社横浜国際平和会議場取締役[1]
- 2006年（平成18年）11月3日 授瑞宝大綬章[7]